# 湯町村
湯町村（ゆまちむら）は、島根県八束郡にあった村。現在の松江市玉湯町湯町、玉湯町布志名、玉湯町林にあたる。

## 地理
- 湖沼：宍道湖[1]
- 河川：玉湯川[1]

## 歴史
- 1889年（明治22年）4月1日、町村制の施行により、意宇郡湯町、湯町村、布志名村、林村が合併して村制施行し、湯町村が発足[1][2]。
- 1896年（明治29年）4月1日、郡の統合により八束郡に所属[2]。
- 1905年（明治38年）4月1日、八束郡玉造村と合併し、玉湯村を新設して廃止[1][2]。

## 産業
- 農業、漁業[1]。